# Gare de Villefort
Gare de Villefort vasútállomás Franciaországban, Villefort településen.

## Vasútvonalak
Az állomást az alábbi vasútvonalak érintik:
- Saint-Germain-des-Fossés-Nîmes-Courbessac-vasútvonal

## Kapcsolódó állomások
A vasútállomáshoz az alábbi állomások vannak a legközelebb:
- Gare de La Bastide - Saint-Laurent-les-Bains (Gare de Saint-Germain-des-Fossés, Saint-Germain-des-Fossés-Nîmes-Courbessac-vasútvonal)
- Gare de Génolhac (Gare de Nîmes, Saint-Germain-des-Fossés-Nîmes-Courbessac-vasútvonal)